# Бодикін Гарольд Михайлович
Га́рольд Миха́йлович Боди́кін (*24 серпня 1938, Лубни) — український драматург.
Народився 24 серпня 1938 р. в м. Лубни Полтавської області. Закінчив Харківський театральний інститут. П'ять років працював актором у Харківському академічному театрі ім. Шевченка. Потім дістав запрошення на посаду актора і завліта у Донецькому  драмтеатрі. Від 1966 року працював у Криворізькому муздрамтеатрі ім. Т. Шевченка як актор, завліт і заступник директора.
Пише російською та українською мовами.
Автор п'єс «Наследники», «Судьба одного миллиона», «Горькая судьба», «Дівоча кривда», «До нових журавлей!», «Пробуждение», «Идущий за солнцем», «Фонтан любви», «Не предам Херсонеса», «Левостороннее движение», «Песня славянского Кургана», «Золотой запас», «Браво, Оскар!» та інших.
Переможець всеукраїнського конкурсу романів, кіносценаріїв, п'єс та пісенної лірики про кохання «Коронація слова 2009» в номінації «кіносценарії та п'єси» з п'єсою «Червона свитка».
Живе в Сімферополі (АР Крим).